# 高尾祥子
高尾 祥子（たかお さきこ、1980年3月12日 - ）は、日本の女優。本名、髙尾祥子。広島県出身。劇団東京乾電池、ノックアウト所属。身長162cm。血液型はO型。

## 来歴
2001年、劇団東京乾電池に入団する。2010年、中原俊監督の映画『団地妻 昼下がりの情事』で主演を務める。

## 出演

### テレビドラマ

#### NHK
- 土曜時代劇 桂ちづる診察日録 第10話「もの言わぬ叫び」（2010年11月13日） - お吉 役

#### 日本テレビ
- 銭ゲバ 第8話（2009年）
- Q10 第2話（2010年）

#### TBS
- 月曜ゴールデン 法廷サスペンスSP(3)『量刑』（2009年5月25日、TBS） - 白幡澄子 役
- ハンチョウ〜神南署安積班〜 シリーズ4〜 正義の代償〜 第3話（2011年） - 広瀬香苗 役

#### フジテレビ
- ファイティングガール 第4話（2001年）
- ウォーターボーイズ 第7話（2003年）
- トリハダ〜想像は人を支配する（2007年）
- 女性作家ミステリーズ 美しき三つの嘘 第3話「平凡」（2016年1月4日）

#### テレビ朝日
- 仮面ライダー龍騎（2002年）
- 相棒 第9話「予兆」（2010年12月15日） - 中路絵里子 役

#### テレビ東京
- 警視庁ゼロ係〜生活安全課なんでも相談室〜（2018年） - 鈴原和代 役

#### その他
- パラダイス・マネー（2003年）
- 深夜食堂 Tokyo Stories（第4部）第36話「梅干しと梅酒」 （2016年、Netflix）- 大久保美代

### 映画
- 諌山節考（2003年）
- 富嶽百景〜遙かなる場所〜（2006年）
- over8　燃え上がる生物（2007年）
- リアル鬼ごっこ（2008年）
- 団地妻 昼下がりの情事（2010年）- 清香 役
- 戦争と一人の女（2013年）
- 海を感じる時（2014年）- 洋の姉 役

### 舞台
- 東京乾電池「夏の夜の夢」
- 東京乾電池「授業」
- 東京乾電池「長屋紳士録」
- 東京乾電池「秘密の花園」（2009年）
- ニグリノーダ「楽園」（2009年）
- グループる・ばる「高橋さんの作り方」（2010年）

### CM
- 週刊CHINTAI（2002年）
- サッポロ「黒ラベル」（2002年）
- ローソン「カレー向上委員会」
- 週刊CHINTAIラジオ（2004年）
- 久光製薬「サロンパスA」（2006年）
- じぶん銀行「ピッ!と振込み」篇（ナレーション、2009年）